# Joel Brutus
Joel Brutus (12 de agosto de 1974) es un deportista haitiano que compitió en judo.
Ganó dos medallas en los Juegos Panamericanos, en los años 2003 y 2007, y seis medallas en el Campeonato Panamericano de Judo entre los años 2000 y 2007.

## Palmarés internacional
| Juegos Panamericanos    | Juegos Panamericanos            | Juegos Panamericanos | Juegos Panamericanos |
| Año                     | Lugar                           | Medalla              | Categoría            |
| ----------------------- | ------------------------------- | -------------------- | -------------------- |
| 2003                    | Santo Domingo (Rep. Dominicana) | Medalla de plata     | +100 kg              |
| 2007                    | Río de Janeiro (Brasil)         | Medalla de bronce    | +100 kg              |
| Campeonato Panamericano |                                 |                      |                      |
| Año                     | Lugar                           | Medalla              | Categoría            |
| 2000                    | Orlando (Estados Unidos)        | Medalla de bronce    | Abierta              |
| 2002                    | Santo Domingo (Rep. Dominicana) | Medalla de bronce    | Abierta              |
| 2004                    | Isla de Margarita (Venezuela)   | Medalla de bronce    | +100 kg              |
| 2005                    | Caguas (Puerto Rico)            | Medalla de plata     | +100 kg              |
| 2005                    | Caguas (Puerto Rico)            | Medalla de bronce    | Abierta              |
| 2007                    | Montreal (Canadá)               | Medalla de bronce    | +100 kg              |